# Ángel González Castaños
Ángel González Castaños (Ciudad Rodrigo, 3 de dezembro de 1958) é um ex-futebolista profissional espanhol que atuava como atacante.

## Carreira
Ángel González Castaños se profissionalizou no Espanyol.

## Seleção
Ángel González Castaños integrou a Seleção Espanhola de Futebol nos Jogos Olímpicos de 1980, em Moscou.